# Sun Yiwen
Sun Yiwen –en xinès, 孙一文– (Yantai, 17 de juny de 1992) és una esportista xinesa que competeix en esgrima, especialista en la modalitat d'espasa.
Va participar en dos Jocs Olímpics d'Estiu, i hi va obtenir tres medalles, dues a Rio de Janeiro 2016, plata en el torneig per equips (juntament amb Sun Yujie, Xu Anqi i Hao Jialu) i bronze en la prova individual, i or a Tòquio 2020, en la prova individual.
Va guanyar sis medalles en el Campionat Mundial d'Esgrima entre els anys 2013 i 2023 i vuit medalles (1 d'or) en els Campionats d'Àsia entre els anys 2014 i 2023.

## Palmarès internacional
| Jocs Olímpics     | Jocs Olímpics            | Jocs Olímpics | Jocs Olímpics     |
| Any               | Lloc                     | Medalla       | Prova             |
| ----------------- | ------------------------ | ------------- | ----------------- |
| 2016              | Rio de Janeiro ( Brasil) | 2             | Espasa per equips |
| 2016              | Rio de Janeiro ( Brasil) | 3             | Espasa individual |
| 2020              | Tòquio ( Japó)           | 1             | Espasa individual |
| Campionat del món |                          |               |                   |
| Any               | Lloc                     | Medalla       | Prova             |
| 2013              | Budapest ( Hongria)      | 2             | Espasa per equips |
| 2015              | Moscou ( Rússia)         | 1             | Espasa per equips |
| 2017              | Leipzig ( Alemanya)      | 2             | Espasa per equips |
| 2018              | Wuxi ( R.P. de la Xina)  | 3             | Espasa per equips |
| 2019              | Budapest ( Hongria)      | 1             | Espasa per equips |
| 2023              | Milà ( Itàlia)           | 3             | Espasa individual |
| Campionat d'Àsia  |                          |               |                   |
| Any               | Lloc                     | Medalla       | Prova             |
| 2014              | Suwon ( Corea del Sud)   | 1             | Espasa per equips |
| 2015              | Singapur                 | 2             | Espasa per equips |
| 2016              | Wuxi ( Xina)             | 2             | Espasa per equips |
| 2017              | Hong Kong                | 3             | Espasa individual |
| 2017              | Hong Kong                | 1             | Espasa per equips |
| 2018              | Bangkok ( Tailàndia)     | 1             | Espasa per equips |
| 2019              | Chiba ( Japó)            | 2             | Espasa per equips |
| 2023              | Wuxi ( Xina)             | 3             | Espasa per equips |